# الصلولي (الملاح)

تعديل مصدري - تعديل

الصلولي هي إحدى قرى عزلة الملاح بمديرية الملاح التابعة لمحافظة لحج، بلغ تعداد سكانها 198 نسمة حسب تعداد اليمن لعام 2004.